# Namaklān
Namaklān (persiska: نَمَك آلان, Namak Ālān, Namak Kalān, نمک کلان, نمکلان) är en ort i Iran.   Den ligger i provinsen Alborz, i den norra delen av landet, 70 km väster om huvudstaden Teheran. Namaklān ligger 1 225 meter över havet och antalet invånare är 273.
Terrängen runt Namaklān är platt. Runt Namaklān är det ganska tätbefolkat, med 86 invånare per kvadratkilometer. Närmaste större samhälle är Naz̧arābād, 10,3 km nordväst om Namaklān. Trakten runt Namaklān består till största delen av jordbruksmark.